# Bruno Danicke
Bruno Danicke (geboren 25. Februar 1875 in Berlin; gestorben unbekannt) war ein deutscher rassistischer Lehrer und Politiker.

## Leben
Bruno Danicke besuchte das Städtische Gymnasium in Wittstock und studierte ab 1896 Philosophie, Germanistik und Anglistik in Berlin und Marburg und machte 1901 die Staatsprüfung an der Universität Greifswald. Das Referendariat absolvierte er an Gymnasien in Stolp und Stettin, das Probejahr in Gartz. Seit 1903 war er Lehrer am Realgymnasium in Rixdorf und wurde später zum Gymnasialprofessor befördert.
Danicke wurde 1921 im Wahlbezirk XII Neukölln als Kandidat der DNVP in die Berliner Stadtverordnetenversammlung gewählt und hielt das Mandat bis 1930. Für die Deutschvölkische Freiheitspartei (DVFP) und Nationalsozialistische Freiheitspartei (NSFB) war er von 1925 bis 1928 Mitglied des Preußischen Landtags in dessen zweiter Wahlperiode.
Als 1927 am Hoch’schen Konservatorium in Frankfurt am Main eine Jazz-Klasse unter der Leitung von Mátyás Seiber geplant wurde, erhob Danicke in einer parlamentarischen Kleinen Anfrage vom 20. November 1927 den Vorwurf der „Verniggerung deutscher Musik“. 1928 verfasste er eine antisemitische Kampfschrift gegen die angeblich jüdische Presse in Deutschland.

## Schriften
- Ihre Majestät die jüdische Presse im Kampf gegen Kultur und Eigenart. „Unsere Waffen“ Folge 9. Berlin : A. Puhlmann, 1928